# Skrętkowce

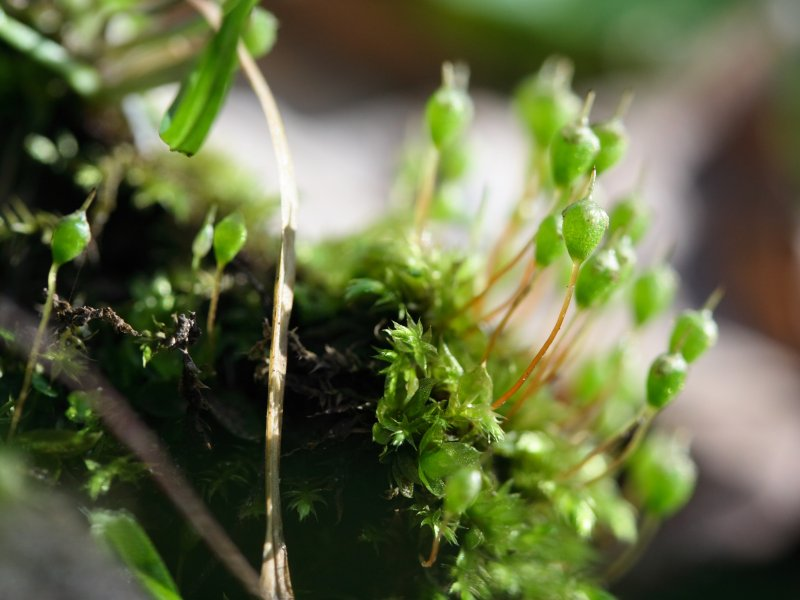
Czarecznik gruszkowaty

Skrętkowce (Funariales) – rząd mchów (prątników). Jest to takson monotypowy tj. należy doń jedna rodzina – skrętkowate Funariaceae. Należy do niej 13, 14 lub 15 rodzajów z ok. 300 gatunkami (w dawniejszych ujęciach wyróżniano w obrębie tej rodziny więcej rodzajów np. 24). Rośliny te występują na wszystkich kontynentach z wyjątkiem Antarktydy. W Polsce rośnie 13 gatunków z tej rodziny, w tym pospolity na wypaleniskach i rumowiskach skrętek wilgociomierczy Funaria hygrometrica. Są to na ogół niewielkie, jednoroczne, czasem dwuletnie mchy odnawiające się co roku z trwałego splątka. Rosną zwykle na wilgotnej, gliniastej lub torfiastej ziemi. Do oznaczania gatunków z tej rodziny konieczna jest analiza cech budowy sporofitów, które rozwijają się obficie, ale sezonowo.

## Morfologia
GametofitRośliny o krótkich łodyżkach, z listkami miękkimi, jajowatymi, w górnej części najszerszymi, na wierzchołku zwężone w ostry lub nitkowaty kończyk, całobrzegie lub tępo ząbkowane. Komórki blaszki liściowej są duże, o cienkich ścianach, z dużymi, ale nielicznymi chloroplastami, stąd zwykle bladozielone. Listki zwykle gęstsze i większe w górnej części łodyżki, mniejsze i luźniejsze w dolnej.
SporofitSeta wyrasta ze szczytu łodyżek gametofitu, zwykle jest prosto wzniesiona, rzadziej wygięta, zwykle gładka, rzadko brodawkowata, o różnej długości u różnych gatunków. Zarodnia kulista lub gruszkowata, prosta lub zgięta, symetryczna i gładka lub asymetryczna i bruzdowana w stanie suchym. Pierścień (annulus) obecny lub nie. Perystom podwójny, pojedynczy lub czasem go brak. Czepek okazały.

## Systematyka
Monotypowy rząd skrętkowce Funariales M. Fleisch. należy do podklasy Funariidae Ochyra, klasy prątniki Bryopsida Rothm., podgromady Bryophytina Engler, gromady mchy Bryophyta Schimp. Do rzędu należy jedna rodzina – skrętkowate Funariaceae Schwägr. W niektórych ujęciach do rzędu tego bywa włączana także rodzina osadniczkowatych Disceliaceae.
Wykaz rodzajów
- Afoninia Ignatova, Goffinet & Fedosov
- Brachymeniopsis Broth.
- Bryobeckettia Fife
- Clavitheca O. Werner, Ros & Goffinet
- Cygnicollum Fife & Magill
- Entosthodon Schwägr. – gruszecznik
- Funaria Hedw. – skrętek
- Funariella Sérgio
- Goniomitrium Hook.f. & Wilson
- Loiseaubryum Bizot
- Nanomitriella E. B. Bartram
- Physcomitrellopsis Broth. & Wager
- Physcomitrium (Brid.) Brid. – czarecznik
- Pyramidula Brid. – bezrąbek